# トリノ工科大学

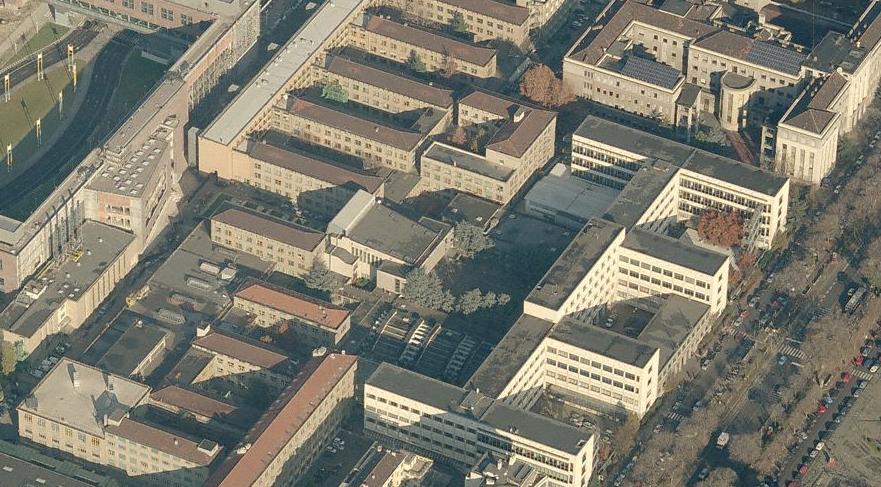
メインキャンパス

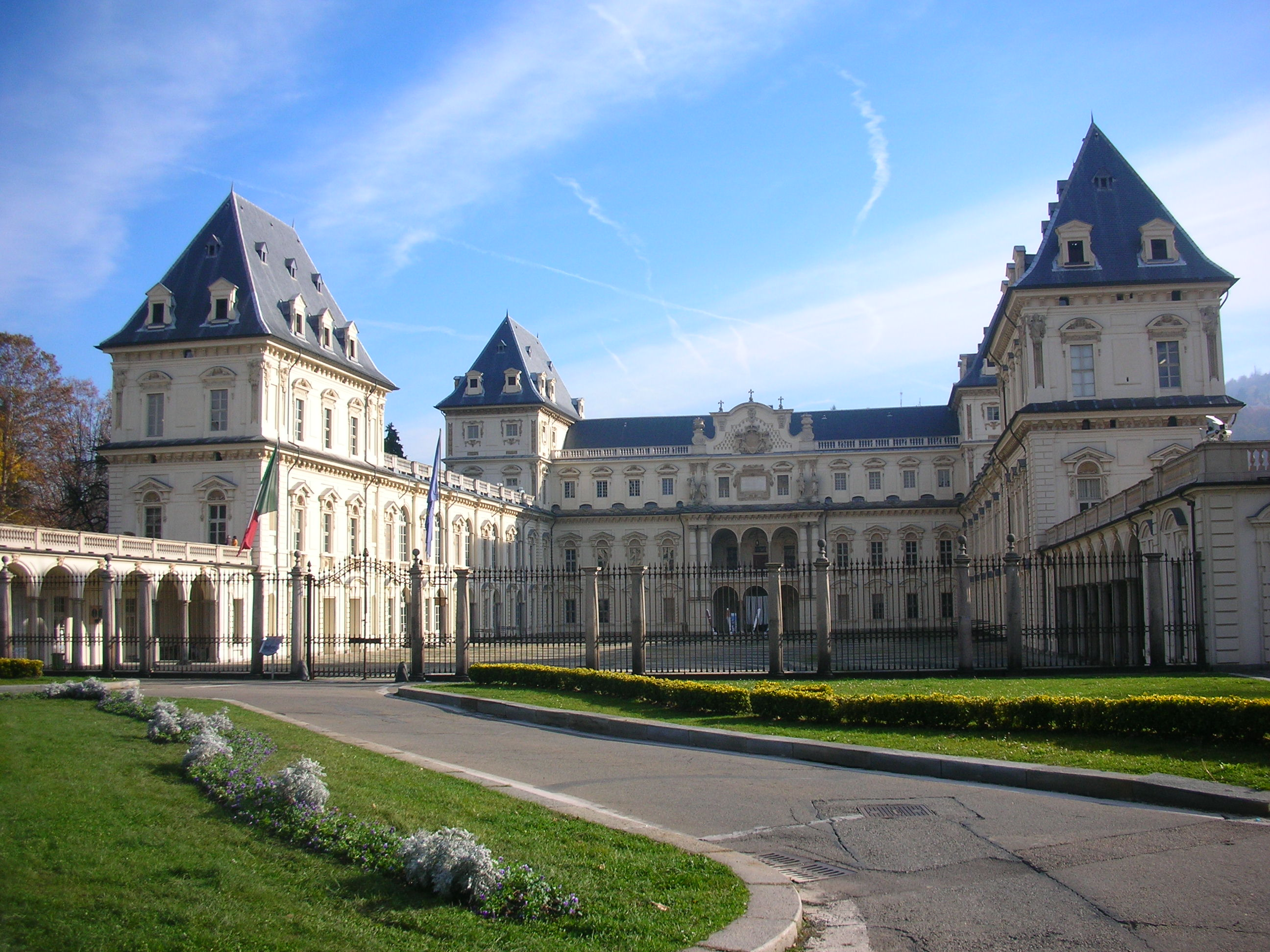
Valentino castle

トリノ工科大学（トリノこうかだいがく Politecnico di Torino、略称PoliTo）は、イタリア第4の都市かつ有数の工業都市であるトリノに位置するイタリア最古の工科系国立大学である。
トリノ市にメインキャンパスを置き、研究・教育活動の大部分が行われており、ピエモンテ州の他の4つの都市にもサテライトキャンパスを有する。工学部メインキャンパスに隣接するCittadella Politecnicaには、企業のオフィス・研究施設を収容するビジネスリサーチセンタや、イタリア初のインキュベーション施設「I3P」を備えている。2023年にイタリアの大学で初めて日本拠点「トリノ工科大学ジャパンハブ」を京都に開設し、建築・景観・文化遺産などの学術的な研究を進め、日本企業とのパートナーシップ構築を目指している。
EU圏の第7次研究枠組み計画(FP7)の下で、 FET(Future& Emerging Technology)プロジェクトに参加するイタリア唯一の工科大学である。QS世界大学ランキング2023で、石油工学で15位、機械工学で世界26位、建築工学で28位、土木工学で世界33位にランクしており、世界の工科大学TOP50圏内に位置している。

## 歴史
1859年に技術者のための工科専門学校として、Scuola di Applicazione per gli Ingegneriが設立され、1906年にトリノ王立工科大学（Regio Politecnico di Torino）となり、のちに現在のトリノ工科大学 （Politecnico di Torino）に改称した。 20世紀初頭には工学部の主に航空工学・化学・建築学の研究に力を入れ、イタリア全土から多くの学生を集めた。第二次世界大戦で校舎は深刻な被害を受けたため、1958年に新校舎が竣工した。1990年代に他の4つの都市にもサテライトキャンパスを開設した。

## 学科
- 機械・航空宇宙工学科(DIMEAS)
- 応用科学技術学部(DISAT)
- エネルギー学科(DENERG)
- 建築デザイン学科(DAD)
- 構造地盤工学・建築工学科(DISEG)
- 都市研究計画学科(DIST)
- 環境土木・インフラ工学科(DIATI)
- 制御・コンピュータ工学科(DAUIN)
- 電気・電子通信学科(DET)
- 経営生産工学科(DIGEP)
- 数理科学学科(DISMA)

学生数は約35,000人(学部/大学院生)で、イタリアでは外国人留学生の最も多い大学の1つである。

## 日本の学生交流協定校
- 東京大学
- 京都大学
- 東京工業大学
- 東京藝術大学
- 大阪大学
- 東北大学
- 九州大学
- 北海道大学
- 名古屋市立大学
- 京都工芸繊維大学
- 富山大学
- 広島大学
- 長崎大学
- 早稲田大学
- 大阪工業大学
- 関西医科大学
- 神戸芸術工科大学